# Siitake
A siitake (Lentinula edodes) gyógyhatású gombafaj. Tumorgátló és a vérkeringési zavarokat enyhítő hatású. Egyes források szerint a legrégebbi termesztett gombafaj. Japánban és Kínában már mintegy 2000 éve termesztik, mára világszerte elterjedt. A csiperke és a laskagomba után a legnagyobb mennyiségben termesztett gomba: évente mintegy 600 000 tonnát termelnek belőle, főleg Kelet-Ázsiában.

## Elnevezése
A siitake név japán szóösszetétel: sii jelentése „pasaniafa”, take jelentése „gomba”. Kínai neve hsziag gu. Általánosan elterjedt magyar neve nincs, de felmerült az „illatos fagomba” elnevezés.

## Előfordulása
Őshazája a Távol-Kelet (Kína, Japán, Korea, Nepál, Thaiföld, a Fülöp-szigetek, Új-Guinea, Vietnám). Holt faanyagokon él, eredetileg főleg a pasaniafa (Pasania cuspidata) anyagán, de miután másutt is termeszteni kezdték (például Európában) kiderült, hogy a bükk, a tölgy vagy a gesztenye fáján is megél.

## Megjelenése
A siitake vörösbarna színű, közepes termetű, fehér húsú kalapos gomba. Jól szárítható és porítható.
Fehérkorhasztó, azaz miután enzimeket kibocsátva lebontja többek közt a fa lignintartalmát, annak színe kivilágosodik.
Japánból jelentős mennyiségben exportálják. Az 1990-es évek óta Magyarországon is növekvő mennyiségben termesztik, részben exportra.

## Íze
Jellegzetes, hagymafélékre emlékeztető ízét a gombában lévő kéntartalmú vegyületek (mint a lentionin) okozzák.

## Gyógyhatásai
Előnyös tulajdonsága, amely különösen keringési problémákkal küzdők számára teszi kedvezővé fogyasztását, hogy jelentős a kálium és foszfor-tartalma, ugyanakkor kevés nátriumot tartalmaz. A gomba ugyanakkor, pontosabban a benne lévő eritadenin vegyület) a szervezet lipoproteinjeit kevesebb zsírt és több fehérjét tartalmazóvá alakítja, csökkentve a vér koleszterinszintjét. Kísérletek szerint csökkenti a vérnyomást és gátolja a trombózis képződését is.
A gombából először a japán dr. Goro Chihara biológus professzor vezette kutatócsoport analizalta a poliszacharida anyagot. Annak hatásmechanizmusát viszont a világon elsőként a magyar rákkutató orvos, prof. Dr. Fachet József immunológus kutatta. Kollaborációban évtizedekig együtt dolgoztak. Ennek eredményeként Japánban Lentinán néven (utalva a gomba nevére) az 1970-es évektől hivatalos rák ellenes gyógyszert hoztak forgalomba. A tumorgátló hatású poliszacharida egy béta-D-glukán, amely máig a világ legjobban ismert, gombából származó rákellenes hatású vegyülete. Fachet professzor kimutatta, hogy a hatását úgy fejti ki, hogy rendkívüli módon erősíti az immunrendszert úgy, hogy ismert káros mellékhatása nincs. Emiatt kísérleteznek többek közt az AIDS gyógyításában való felhasználásában is. A gombából egyéb rákgátló poliszacharidákat is kivontak.
A siitake mindemellett bakteriosztatikus hatású is, gátolja több baktériumfaj szaporodását.

## Külső hivatkozások
- Gombaforum.hu Szakirodalom gyűjtemény a siitake termesztéséhez (magyarul) (angolul) (románul)
- GombaNET.hu  gombanet.hu: Gyógyhatású gombák] (magyarul)
- Lentinula edodes page at Index Fungorum site (angolul)
- Shiitake (angolul)
- Lentinan effects (antitumor and others) (angolul)
- Firefox Shiitake extension[halott link] (angolul)
- Gombakirály.hu